# The Man in the Mirror
The Man in the Mirror é um filme de comédia produzido no Reino Unido, dirigido por Maurice Elvey e lançado em 1936.